# سندرم چین
سندرم چین (The China Syndrome) فیلمی به کارگردانی جیمز بریجز است که در سال ۱۹۷۹ منتشر شد.
این فیلم در ۱۶ مارس ۱۹۷۹ اکران شد؛ درست ۱۲ روز بعد در تاریخ ۲۸ مارس ۱۹۷۹ حادثه هسته‌ای جزیره سه مایل در پنسیلوانیا رخ داد که بسیار شبیه به اتفاقی بود که در فیلم روایت می‌شد. این تصادف باعث موفقیت تجاری و انتقادی فیلم شد. هزینه ساخت فیلم ۵٫۹ میلیون دلار و فروش آن ۵۱٫۷ میلیون دلار بود. همچنین در اسکار آن سال 
۴ نامزدی را به خودش اختصاص داد. جین فوندا برای جایزه اسکار بهترین بازیگر نقش اول زن و جک لمون برای جایزه اسکار بهترین بازیگر نقش اول مرد نامزد شدند.

## داستان فیلم
این فیلم درباره یک گزارشگر تلویزیونی به اسم «کیمبرلی ولز» است که برای تهیه گزارشی درباره ی انرژی به همراه تصویربردارش «ریچارد آدامز» به یک کارخانه ی هسته ای میروند. در این زمان بحرانی در کارخانه آغاز شده و «مهندس جک گادل» با مدیریت و عکس العمل سریع خود آن را مهار میکند و اما ….

## بازیگران
- جین فوندا
- جک لمون
- مایکل داگلاس
- ریچارد هرد
- اسکات بردی
- جیمز کارن
- لوئیس آرکت
- پیتر دونات
- خلیلا علی